# The Double Standard
The Double Standard er en amerikansk stumfilm fra 1917 af Phillips Smalley.

## Medvirkende
- Roy Stewart som John Fairbrother
- Clarissa Selwynne som Grace Fairbrother
- Joseph W. Girard som Ferguson
- Frank Elliott som Charles Ferguson
- Hazel Page som Mace